# John Costelloe (Schauspieler)
John A. Costelloe (* 8. November 1961 in Brooklyn, New York; † 18. Dezember 2008 ebenda) war ein US-amerikanischer Schauspieler.

## Leben
Costelloe wurde bekannt durch seine Rolle als Jim „Johnny Cakes“ Witowski, Feuerwehrmann und schwuler heimlicher Liebhaber des Gangsters Vito Spatafore (gespielt von Joseph Gannascoli) in der sechsten und letzten Staffel der Mafia-Fernsehserie Die Sopranos. Zuvor hatte er schon seit Ende der 1980er-Jahre in Nebenrollen gespielt, mehrfach als Polizist, sowie den Terroristen Oswald Cochrane in Stirb langsam 2 im Jahr 1990.
Costelloe war vor seiner Schauspielerkarriere elf Jahre lang Feuerwehrmann der New Yorker Feuerwehr, bis er 1998 pensioniert wurde. Seine letzte Filmrolle hatte er in dem Mystery-Drama Glaubensfrage neben Meryl Streep und Philip Seymour Hoffman. Kurz vor seinem Tod spielte er in der Theaterproduktion Gang of Seven.
Er starb im Alter von 47 Jahren durch eine Schussverletzung, die er sich selbst zugefügt hat und hinterließ seine geschiedene Frau und zwei Kinder.

## Filmografie (Auswahl)
- 1989: Black Rain
- 1989: Letzte Ausfahrt Brooklyn
- 1990: Stirb langsam 2
- 1991: Billy Bathgate
- 1992: Ein heißer Job
- 1996: Kazaam – Der Geist aus der Flasche
- 2000: Law & Order (in einer Folge)
- 2006: Die Sopranos (in vier Folgen)
- 2008: Glaubensfrage